# Starnberg
Starnberg er en by i den tyske delstat Bayern, i det sydlige Tyskland. Byen ligger 25 km sydvest for München og har omkring 22.959 indbyggere (2006) og er kendt siden 1226.
Byen ligger i et naturskønt område ved Starnberger See og er et populært udfartsted for befolkningen i Münchenområdet.
- Wikimedia Commons har flere filer relateret til Starnberg